# Sporting Colón
El Sporting Colón fue un equipo de fútbol de Panamá que jugó en la Liga Panameña de Fútbol, la liga de fútbol más importante del país.

## Historia
Fue fundado en el año 1991 en la ciudad de Colón y es conocido por ser el primer equipo de la ciudad en jugar en la LPF, primero en llegar a una final y primero en jugar un torneo internacional en la ciudad. Logró el ascenso en el mismo año de fundación, ganándolo en la Copa Rommel Fernández de 1991. Fue subcampeón de Liga 1 vez, vencido por el CD Plaza Amador en la Final. Al final de la Temporada 1994, la Liga se transformó en la LINFUNA y la ciudad de Colón contaba con un equipo que los representara, el Árabe Unido y muchos jugadores del Sporting Colón se unieron a él, esto por la no participación del equipo en la Nueva Liga, la cual no se sabe el por qué de su renuncia a participar en ella. Luego de esto, el equipo dejó de existir como equipo de fútbol profesional.
A nivel internacional participó en 1 torneo continental, en la Copa de Campeones de la Concacaf del año 1993, donde fue eliminado en la Ronda Preliminar por el CSD Comunicaciones de Guatemala.

## Palmarés
- ANAPROF: 0
  - Subcampeón: 1

1992-93
- Copa Rommel Fernández: 1

1991

## Participación en competiciones de la CONCACAF
| Temporada | Torneo         | Ronda      | Club               | Casa | Visita | Global     |
| --------- | -------------- | ---------- | ------------------ | ---- | ------ | ---------- |
| 1993      | Champions' Cup | Preliminar | CSD Comunicaciones | 1-3  | 0-1    | 1-3center> |

## Jugadores destacados
| - Rogelio Clarke - Martín Tuñon | - Eric Medina - Abdul Chiari |

## Entrenadores
| Nombre           | País   | Periodo   |
| ---------------- | ------ | --------- |
| Eugenio Williams | Panamá | 1991      |
| Luis Hurtado     | Panamá | 1992–1993 |